# Liste der Kreisstraßen in Herne
Die Liste der Kreisstraßen in Herne ist eine Auflistung der Kreisstraßen in der kreisfreien Stadt Herne, Nordrhein-Westfalen.

## Abkürzungen
- K: Kreisstraße
- L: Landesstraße

## Liste
Die Kreisstraßen behalten die ihnen zugewiesene Nummer innerhalb von Nordrhein-Westfalen auch bei einem Wechsel in einen Kreis oder in eine andere kreisfreie Stadt. Nicht vorhandene bzw. nicht nachgewiesene Kreisstraßen werden in Kursivdruck gekennzeichnet, ebenso Straßen und Straßenabschnitte, die unabhängig vom Grund (Herabstufung zu einer Gemeindestraße oder Höherstufung) keine Kreisstraßen mehr sind.
Der Straßenverlauf wird in der Regel von Nord nach Süd und von West nach Ost angegeben.
| Nr.  | Verlauf |
| ---- | --- |
| K 1  | – Heerstraße – L 639 – Rottstraße – L 551 – Forellstraße – Nordstraße – L 645 |
| K 11 | – Holsterhauser Straße – Königstraße – Eickeler Markt – Auf der Wenge – L 644 – Auf der Wenge – Hordeler Straße – K 17 – Hordeler Straße – Stadtgrenze – (K 11 in Bochum) |
| K 12 | (K 12 in Gelsenkirchen) – Stadtgrenze – Bickernstraße – Wilhelmstraße – L 644 |
| K 17 | L 639 – Cranger Straße – K 29 – Cranger Straße – L 551 – Bahnhofsplatz – Funkenbergstraße – Baumstraße – Hermann-Löns-Straße – L 657 – Wiescherstraße – L 645 – Hölkeskampring – K 18 – Hölkeskampring – Flottmannstraße – Zillertalstraße – Stadtgrenze – (K 17 in Bochum) – Stadtgrenze – – Dorstener Straße – Stadtgrenze – (K 17 in Bochum) – Stadtgrenze in der Fahrbahnmitte – Stadtgrenze in der Mitte des Kreisverkehrs – (K 17 in Bochum) – Stadtgrenze – Edmund-Weber-Straße – K 11 – Edmund-Weber-Straße – Wakefieldstraße – L 639 |
| K 18 | K 17 – Altenhöfener Straße – Bergstraße – Vödestraße – Stadtgrenze – (K 18 in Bochum) |
| K 19 | L 645 – Kronenstraße – Mülhauser Straße – Landwehrweg – Stadtgrenze – (K 19 in Bochum) |
| K 25 | (K 25 im Kreis Recklinghausen) – Stadtgrenze – Bruchstraße – Bladenhorster Straße – K 45 |
| K 29 | K 17 – Bismarckstraße – L 551 – Bismarckstraße – Bahnhofstraße – Roonstraße – L 645 – Von-Waldthausen-Straße – Friedrich der Große – Sodinger Straße – – Sodinger Straße – K 45 – Sodinger Straße – L 657 – Sodinger Straße – Gerther Straße – Stadtgrenze – (K 29 in Bochum) |
| K 45 | Horsthauser Straße – L 645 – Castroper Straße – K 29 – Castroper Straße – K 25 – Castroper Straße – Stadtgrenze – (K 45 im Kreis Recklinghausen) |

## Quelle
- Landesvermessungsamt Nordrhein-Westfalen, Kreiskarte Nr. 60: Die kreisfreien Städte im Ruhrgebiet